# Nawagarh
Nawagarh es una ciudad de la India en el distrito de Durg, estado de Chhattisgarh.

## Geografía
Se encuentra a una altitud de 273 m s. n. m. a 93 km de la capital estatal, Raipur, en la zona horaria UTC +5:30.

## Demografía
Según estimación 2012 contaba con una población de 10 275 habitantes.